# Coscinocera
Coscinocera es un género de lepidópteros de la familia Saturniidae, que se encuentran en Australasia. El género fue erigido por Arthur Gardiner Butler en 1879. 
El género contiene Coscinocera hercules, el lepidóptero más grande de Australia, y el insecto con el área de superficie de ala más grande.

## Especies
- Coscinocera amputata Niepelt, 1936
- Coscinocera anteus Bouvier, 1927
- Coscinocera brachyura Biedermann, 1932
- Coscinocera butleri Rothschild, 1895
- Coscinocera eurytheus Rothschild, 1898
- Coscinocera heraclides Joicey & Talbot, 1916
- Coscinocera hercules (Miskin, 1876)
- Coscinocera heros Rothschild, 1899
- Coscinocera joiceyi Bouvier, 1927
- Coscinocera omphale Butler, 1879
- Coscinocera rothschildi Le Moult, 1933
- Coscinocera titanus Niepelt, 1916